# 福康安
福康安（穆麟德轉寫：Fukʽanggan；1754年—1796年7月2日），字敬斋，富察氏，满洲鑲黄旗人。清高宗孝贤皇后侄，大學士傅恒第四子。
福康安出生在乾隆十九年之前， 早年為御前侍衛出身，戶部侍郎。後参加第二次金川之战，此后历任陕甘、闽浙、两广、四川、云贵总督，官至武英殿大学士、大将军，并曾担任军机大臣。他先后率军平定甘肃回民田五起事、台湾林爽文事件、廓尔喀之役、苗疆起事，累封一等嘉勇忠锐公。此外，他还参加制定《钦定藏内善后章程》和金瓶掣签制度。
嘉庆元年（1796年）二月(乾隆六十一年)，加貝勒銜，賞戴三眼花翎，同年五月他在军中去世，晉贈嘉勇郡王，谥文襄。

## 生平

### 早年生涯与金川之战
乾隆三十二年（1767年），福康安承袭云骑尉爵位，授三等侍卫，命在乾清门行走。乾隆三十四年（1769年），提升为二等侍卫，命在御前行走。乾隆三十五年（1770年），再提升为一等侍卫。乾隆三十六年（1771年），授户部右侍郎、镶蓝旗蒙古副都统。乾隆三十七年（1772年）五月，在军机处“学习行走”。此时正逢第二次金川之战，清政府任命武英殿大学士温福为定边将军，阿桂、丰升额为副将军，乾隆帝命福康安前去授印，于是充任领队大臣。
乾隆三十八年（1773年）正月，阿桂攻打当噶尔拉山时，福康安持印而至，于是阿桂留下福康安帮助他领兵作战。六月，木果木之战，清军大败，温福战死。清廷于是任命阿桂为定西将军，分道再次进攻。清军攻喇穆喇穆，福康安督兵攻克以西各碉堡，又与领队海兰察合军，乘胜攻下罗博瓦山，并向北进攻得斯东寨。土司军队乘雪夜登山，袭击副将军常禄保营地，福康安听到枪声，立即督兵赴援，击退土司进攻，受到乾隆帝嘉许。土司军驻扎山麓，借雨天掩护筑起两座碉堡，福康安率八百士卒，夜间冒雨攻打碉堡，入碉中袭杀数人后，摧毁了碉堡。乾隆帝下旨褒奖。随后，福康安进军攻克色淜普山，攻破数十座坚固碉堡，歼土司军数百人。又与额森特、海兰察合军，攻下色淜普山南土司军碉堡，于是完全攻破喇穆喇穆诸碉堡关卡，并攻取日则丫口。再进克嘉德古碉，攻击逊克尔宗西北寨。土司军暗中偷袭清军后方，福康安将其击退。
阿桂顾虑土司军队把守关隘相持不下，改道自日爾巴當噶路进攻；命令福康安攻下達爾扎克山諸碉堡。攻击格魯克古时，福康安率兵裹着粮食在夜逾晚越过沟壑攀越悬崖，从山隙进入當噶海寨，攻克陡烏當噶大碉、桑噶斯瑪特木城的石卡。随后再进攻，攻克勒吉爾博寨。阿桂令福康安带领一千人跟随海蘭察赴宜喜，从甲索進攻得楞山，焚毁薩克薩古大小山寨數百座，福康安渡河攻取斯年木咱爾、斯聶斯羅市二寨，驻军榮噶爾博山。乾隆四十年（1775年）四月，乾隆帝提拔福康安为内大臣。五月，福康安克荣噶尔博山，进至第七峰，又赏嘉勇巴图鲁号。福康安继续进攻，到达章噶。福康安同額森特攻击巴木圖，登上直古腦山，拔木城、碉寨五十座，焚毁冷角寺。到八月十五日，清军分兵自西北攻入勒乌围土司营寨，索诺木逃走。到乾隆四十一年（1776年）正月，清军俘获索诺木及其家人，大小金川遂平。平定大小金川之后，清廷论功行赏，封福康安为三等嘉勇男。西征军返京之日，乾隆亲往京城南郊行郊劳礼，赐给福康安御用鞍辔马一匹，御紫光阁饮晏，赐给缎十二端，白银五百两，并于紫光阁绘像，列前五十名功臣中。于是由户部右侍郎转为左侍郎。同年四月，擢为镶白旗蒙古都统，七月，赏戴双眼花翎。九月，再调正白旗满洲都统。
乾隆四十二年至四十五年期間（1777年至1780年），福康安先后出任吉林将军和盛京将军。乾隆四十五年（1780年），授云贵总督。南掌进贡大象，自称受交趾侵略，请求以剩下的大象换炮。福康安宣称国家法律有规定，退回大象，不交付大炮。乾隆帝深以为然。乾隆四十六年（1781年）八月，福康安又调任四川总督、兼署成都将军，负责镇压“啯匪”。次年，福康安奏蜀中“啯匪”已经完全平定，并陈述善后事宜。于是提升为御前大臣，加太子太保，次年命来京署工部尚书。乾隆四十九年（1784年）三月，再提升为兵部尚书、总管内务府大臣。乾隆四十九年（1784年），甘肃回民田五等人起事，福康安担任参赞大臣，跟从阿桂前往平定。随即出任陕甘总督。军队到达隆德，田五之徒马文熹出降。清军进攻双岘，回民迎战，阿桂令海兰察设伏，福康安前往督战，消灭回民数千人，于是攻破石峰堡，擒拿回民首领。随后进封一等嘉勇侯。乾隆五十年（1785年）七月，福康安转为户部尚书，第二年又转吏部尚书、协办大学士。

### 平定林爽文与调任两广

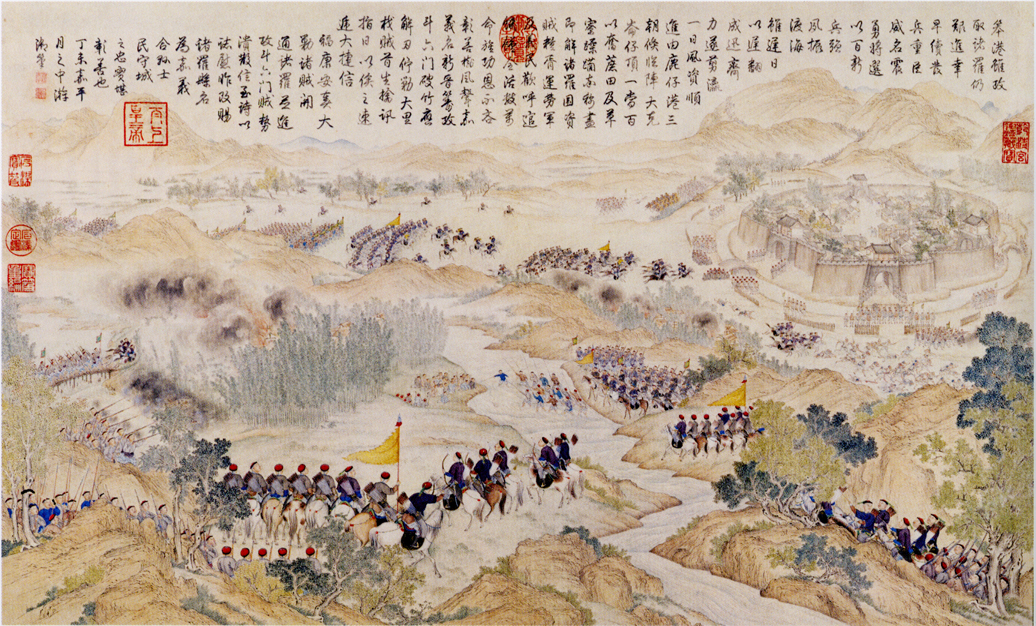
乾隆《平定台湾得胜图》之“大剿諸賊開通諸羅並進攻斗六門”。

乾隆五十一年（1786年），台湾发生林爽文事件，天地会领袖林爽文率军起事，杀台湾知府孙景燧、理番同知长庚、北路协副将赫生额等人。凤山天地会领袖庄大田亦集众起兵响应，台湾大部分落入其控制。清政府命福康安为将军，而以海兰察为参赞大臣，率军讨伐。当时诸罗被长期围困，福建水师提督柴大纪坚守，乾隆帝褒奖柴大纪，改诸罗为嘉义。福建陆路提督蔡攀龙率军解围，未果。十一月八日，福康安大军渡鹿仔港（今台湾彰化西南鹿港），登岸后，由新埤进兵，双方交战至仑仔顶，清军攻克俾长等十余座村庄。适逢日暮，下起暴雨，福康安命令驻军于土山之巅，林爽文军从山下经过，因天黑无法看清，便向上发射火铳攻击。福康安命令军队不要行动。等到日出，大雨停止，海兰察军前来会师，嘉义围解。福康安被封为一等嘉勇公，赏红宝石帽顶，四团龙补服。

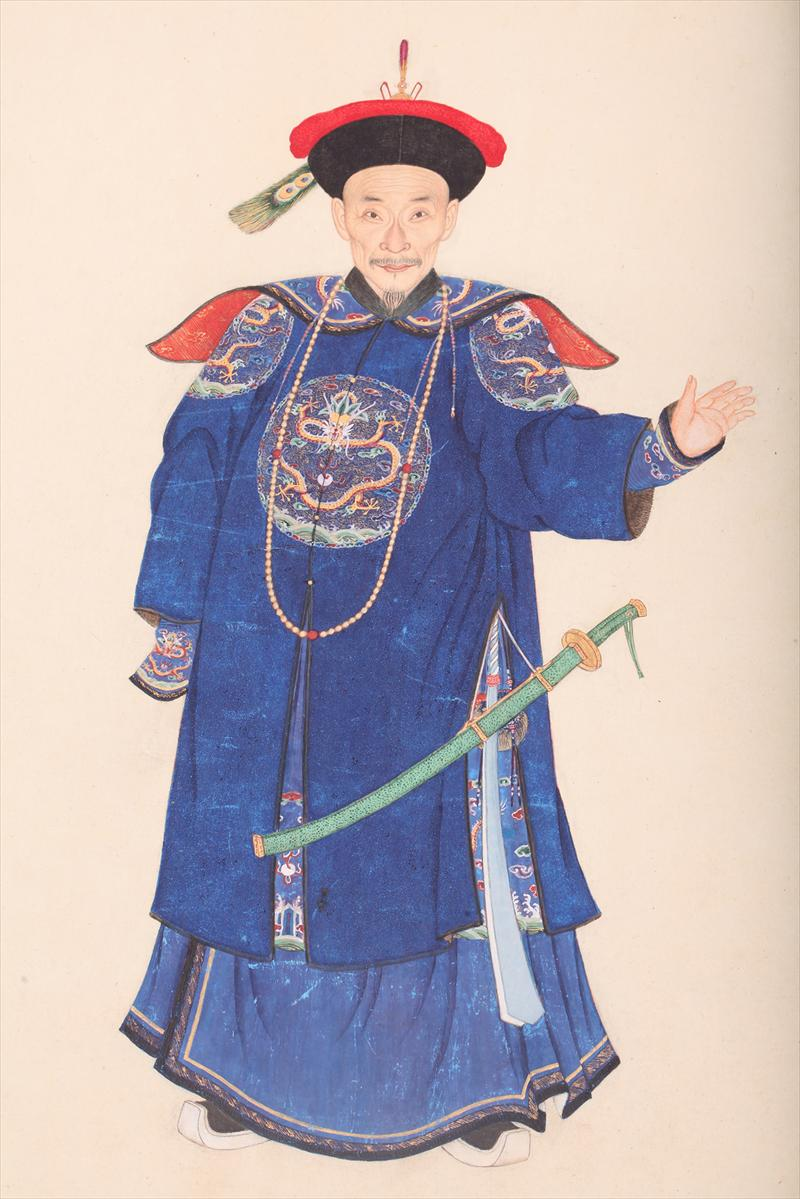
曾与福康安一同参加平定台湾和廓尔喀的海蘭察。

福康安入城时，柴大纪未执“橐鞬之仪”。被福康安上参疏议“听任兵丁开赌寓娼，贩卖私盐”、“令其每月缴钱”，又说林爽文起事完全是柴大纪“平日废弛贪黯，积渐酿成”，以及蔡攀龙所言战况不实。乾隆帝以柴大纪长期被围困孤城，蔡攀龙也有功劳，意图保护他们，下诏说“二人或稍涉自满，在福康安前礼节不谨，为所憎，遂直揭其短”，警告福康安应保存大臣应有的得体风范。然而柴大纪最终还是获罪被杀，当时的评论大都认为柴大纪冤枉，也批评福康安妒忌能人，远远比不上傅恒。福康安再次弹劾蔡攀龙，导致他被贬官；而福州将军恒瑞军队畏缩不前，福康安与他是表兄弟，大力庇护他，乾隆帝下诏也斥责他的私心。
同年十二月，清军继续对林爽文军进行围剿，福康安命海兰察带兵追捕林爽文，最终生擒并将其送到京师；清军又生擒凤山天地会领袖庄大田。台湾于是平定，福康安受赐黄腰带、紫缰、金黄辫珊瑚朝珠。乾隆帝命令台湾府、嘉义县都为福康安建造生祠、塑像，并再次图形紫光阁。福康安上疏请求征募熟番进行屯田，并陈善后诸事宜，主要有注重军事，稳定治安，整顿吏治，整肃邮政等，乾隆帝全部同意。随后授任闽浙总督。乾隆五十四年（1789年）正月，因安南阮惠进攻黎城（今河內市），孙士毅军败退，乾隆帝又将他调任两广总督。诏书未至，福康安上疏请求前往两广掌事。乾隆帝嘉奖福康安的忠诚，说：“大臣把国家看作自己的家庭一样休戚相关，就应当像他这样。”阮惠更名阮光平，乞求投降，福康安为之上疏陈情，请求罢兵，乾隆帝批准。七月，和珅之弟、巡漕御史和琳参奏湖北按察使李天培用湖广粮船私运木材，由此讯得福康安捎信索购一事，乾隆严旨令福康安自劾，罚其三年的总督养廉银，加罚公俸十年，革职留任，但马上即减免。

### 平定廓爾喀
乾隆五十五年（1790年），廓尔喀军队侵入西藏，意图抢掠遍布各地的喇嘛庙内的财富，但因噶厦私下媾和而撤退。然而，他们并未罢休。第二年以更大规模入侵，几乎没有遇到当地藏兵或者驻守清军的抵抗，因而得以大肆抢掠。班禅逃往拉萨，向乾隆求救，請求援助收復失土。乾隆闻讯大为震怒，命福康安偕参赞大臣海兰察率军反击。

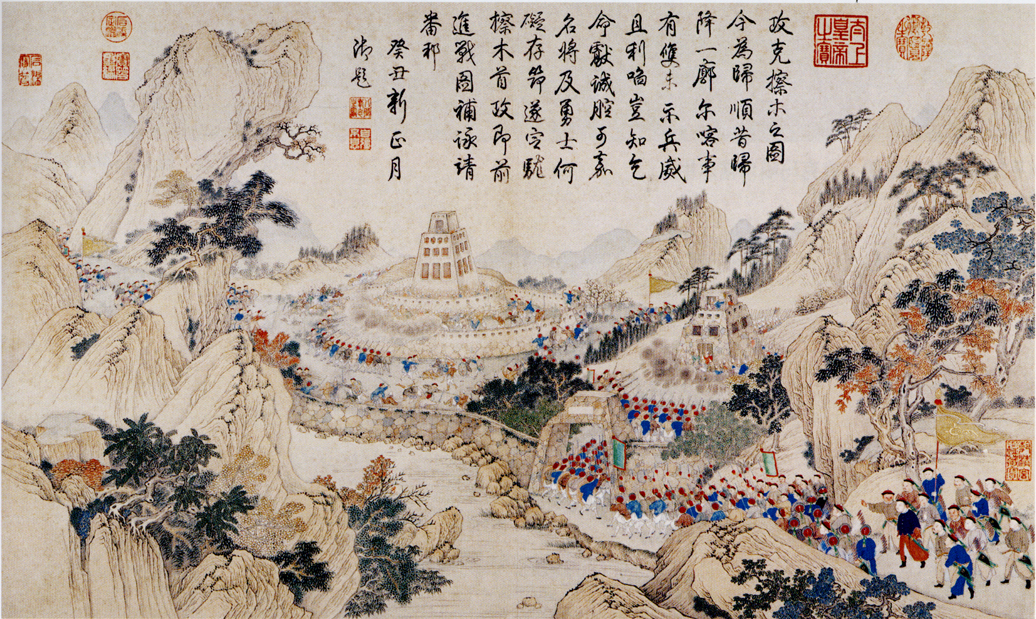
攻克擦木之圖

乾隆五十七年（1792年）三月，清军从青海出征，初春青草未茂，马皆瘠疲，军粮运输还受到和珅阻挠，因福康安行走疾速才未至困境。清军行军四十日到达西藏，随后乾隆帝加授福康安大将军，节制诸军。清军从第理浪古到绒辖、聂拉木，福康安查看地势后，大军迅速行进前往宗喀，到达辖布基。五月六日，福康安、海兰察领兵进攻擦木山隘（今吉隆县宗喀镇南）。是日夜，清军乘雨分兵五路，海兰察居中，哲森保等由东西两山夹击廓军营寨，莫尔根保绕到营后偷袭。七日黎明之时，清兵攻克擦木山梁上的两座廓军石碉楼，斩杀二百余人。八日，清军进至玛噶尔辖尔甲，击溃由济咙前来迎战的廓军。十日，清兵攻克济咙，斩杀六百四十余人，俘虏二百余人。至此，西藏全境收复。捷报奏闻，乾隆帝于扇子上写下《志喜诗》，并将御用佩囊赐给福康安。
五月十三日，福康安、海兰察率军由济咙启程，沿吉隆河东岸南下，翻越喜马拉雅山。此时清军因水土不服大量病倒，海兰察得病回京，不久逝世；福康安自己也染病，仍然率军前进。十四日，清军过藏廓边界之摆吗奈撒，进入廓尔喀境内热索瓦，与廓军隔热索河对峙。十五日，清兵佯攻河北岸的廓军碉楼；另遣金川藏兵翻越两座高山，绕道至热索河上游六七里处，伐木做筏，渡河后沿南岸疾行，突袭临河碉房。南岸廓兵出卡抵御之际，北岸的清兵主力搭桥渡河，一举夺取三座石碉，是为热索桥之战。历协布噜、东觉山诸战役，清军逼近廓尔喀都城阳布。

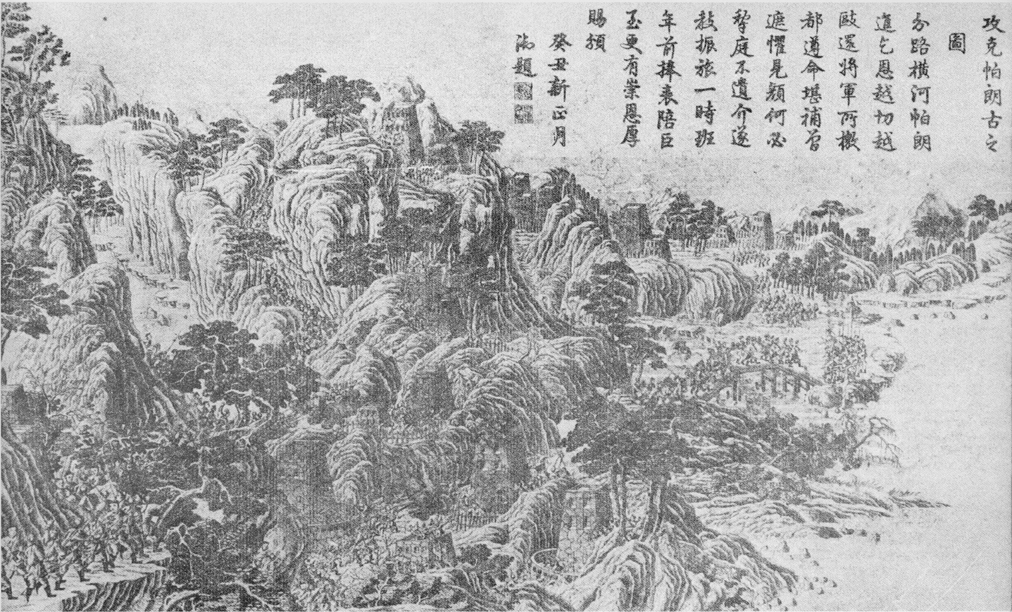
帕朗古之戰

七月二日，清军进攻噶勒拉、堆补木。福康安由于节节胜利产生了骄傲自满情绪，督率军队冒雨进攻。在进攻甲尔古拉山时，廓尔喀军队诱清军进入丛林，随后三面放火烧林。，台斐英阿等人战死。清軍在甲尔古拉山擊退廓尔喀數次進攻，然而由于清朝实力强大，廓尔喀无法与之长期对抗。八月八日，廓尔喀管事头人噶箕第乌达特塔巴来到清军大营，请求归诚。十九日，福康安准其归降。廓尔喀按照福康安提出的条件议和，廓尔喀每五年到北京朝贡一次，归还所掠后藏金瓦宝器。战争结束后，乾隆帝下诏褒奖福康安的功劳，授任福康安为武英殿大学士、兼吏部尚书衔，加封一等轻骑都尉世职，并让他的儿子德麟承袭，授领侍卫内大臣。乾隆帝还声称，假若福康安把廓尔喀彻底征服，就封他为王。他虽未获此殊封，仍於乾隆五十八年（1793年）加封為嘉勇忠锐公。
福康安班师途中，奉命与达赖喇嘛、班禅额尔德尼办理西藏善后事宜。福康安上疏陈奏西藏善后十八事，乾隆帝下诏批准，这成为了《钦定藏内善后章程》的蓝本。福康安还受命改革达赖、班禅转世制度，确立了金瓶掣签制度。安南国王阮光平逝世，乾隆帝顾虑安南将会混乱，命福康安前往广西。福康安母亲在京师病故，可能由于和珅的阻挠，乾隆帝命福康安在任守制。福康安途中得病，乾隆帝命御医前往探视。福康安上疏说：“安南没有事情，我请求返回京师，为母亲服丧几天。”乾隆帝批准，调任四川总督。次年，再改任云贵总督。

### 平定苗变及病故

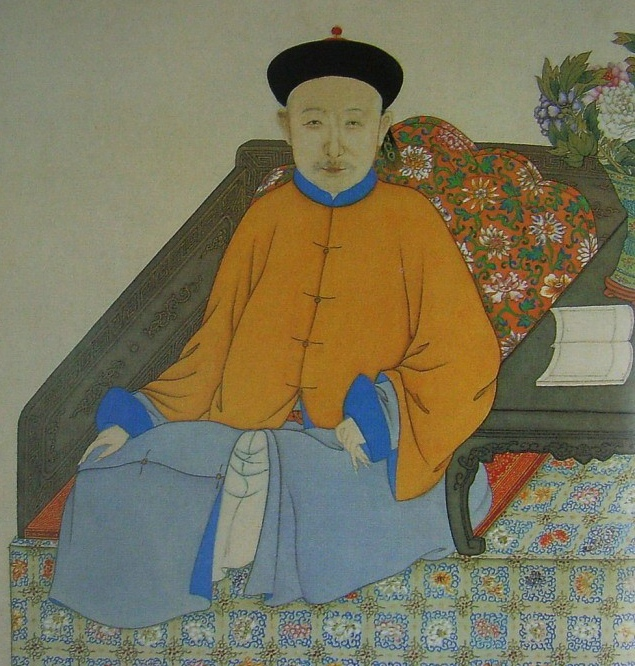
福康安坐像，清人绘。

乾隆六十年（1795年）二三月间，贵州苗民石柳邓，湖南苗民吴半生、石三保等起事，清政府调遣云贵总督福康安、成都將軍觀成、四川总督和琳、湖广总督福宁率领七省兵力十余万人，分路镇压。石柳邓围攻正大营、嗅脑营、松桃厅三城，福康安率军经过激战，解三城之围，获赐三眼花翎。福康安率贵州兵攻破老虎岩苗寨，得知石柳邓踪迹。和琳则率领四川兵前来会师，进攻满华寨，焚毁苗寨四十座。石柳邓进入湖北，投奔石三保，石三保正围攻永绥厅，福康安率军增援。大军将要渡河，苗民筑卡拒守。福康安分兵前往上流，缚好木筏，放纵民众牧牛，并设下埋伏；待苗民前往抢夺牛时，遭遇清军伏击，清军夺取所有船只，所缚木筏亦顺流而下，于是大军完全渡河。清军进攻石花寨，翻越得拉山激战，杀伤大量苗民。福康安令总兵花连布从小道增援永绥，大军随后跟进，激战三日，永绥围解。

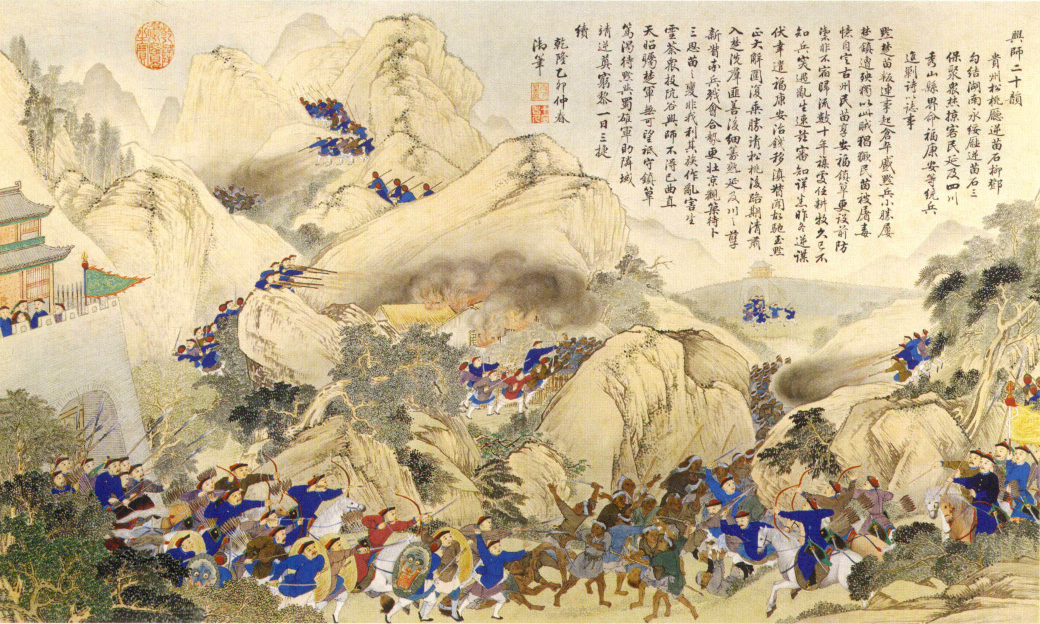
清军围剿石柳邓、石三保

大军抵达竹子山，苗民驻扎兰草坪西北崖，以板为寨，于东南山阙树旗；福康安于是在对面山上设伏，向山阙佯攻。苗民来战，伏兵发炮，苗民溃败，退保琅木陀山；清军继续进攻，攻克。山西与黄瓜山相对，福康安分兵出五道，冒着风雨攻克黄瓜山，焚苗寨五十六座；清军攻蒩麻寨，夺取大小喇耳山，焚苗寨四十座。福康安分兵进攻雷公山，阻截苗民援兵，击破西梁上中下三寨。清军再进至大乌草河，由于接连打胜仗，加之河水猛涨，福康安顿兵不进，自己“日置酒高会”。之后，乾隆帝下诏命令福康安设法进兵。随后，清军沿着河道攻克沙兜寨、盘基坳山；先后在板登塞、雷公滩屡败苗民。清军攻取右哨营，渡河，于群山中翻越险阻，攻克马蝗冲等大小苗寨五十座。再攻克狗脑坡、虾蟆峒、乌龙岩。清军进攻茶它，七十余座苗寨投降。乾隆帝移福康安为闽浙总督，进封贝子。
八月，聚集在平陇的起义军推吴八月为苗王，石柳邓、石三保为将军。福康安、和琳则采用剿抚并用的措施。清军继续进攻，攻克岩碧山，焚巴沟等二十余座苗寨。再进攻麾手寨山，总兵花连布带广西兵攻克苗寨四十座，随后福康安获赐貂尾褂。四川將軍觀成偕福康安等清军包围高多寨，吴半生穷蹙出降。乾隆帝任命福康安之子德麟为副都统，在御前侍卫上行走。福康安、觀成清军再进攻鸭保寨，鸭保右天星寨，进取木城七座、石卡五座，攻克垂藤、董罗、大小天星寨。嘉庆元年（1796年），清军继续进攻，接连攻克吉吉寨、大陇峒、结石冈、官道溪等地。五月，清军准备夺取乾州，但由于各将领为了争功而相互牵制，清军阻于乾州厅河溪。由于长途跋涉和紧张作战，福康安病倒在军中，但他仍继续督战，最後积劳成疾，病逝於軍中，享年四十二歲。赠谥號「文襄」，追赠嘉勇郡王，配享太庙。除清初武勋王扬古利外，福康安为满洲大臣异姓封王的唯一例子，因此有說他是乾隆皇私生子，嘉慶皇的同父異母兄。

## 家族

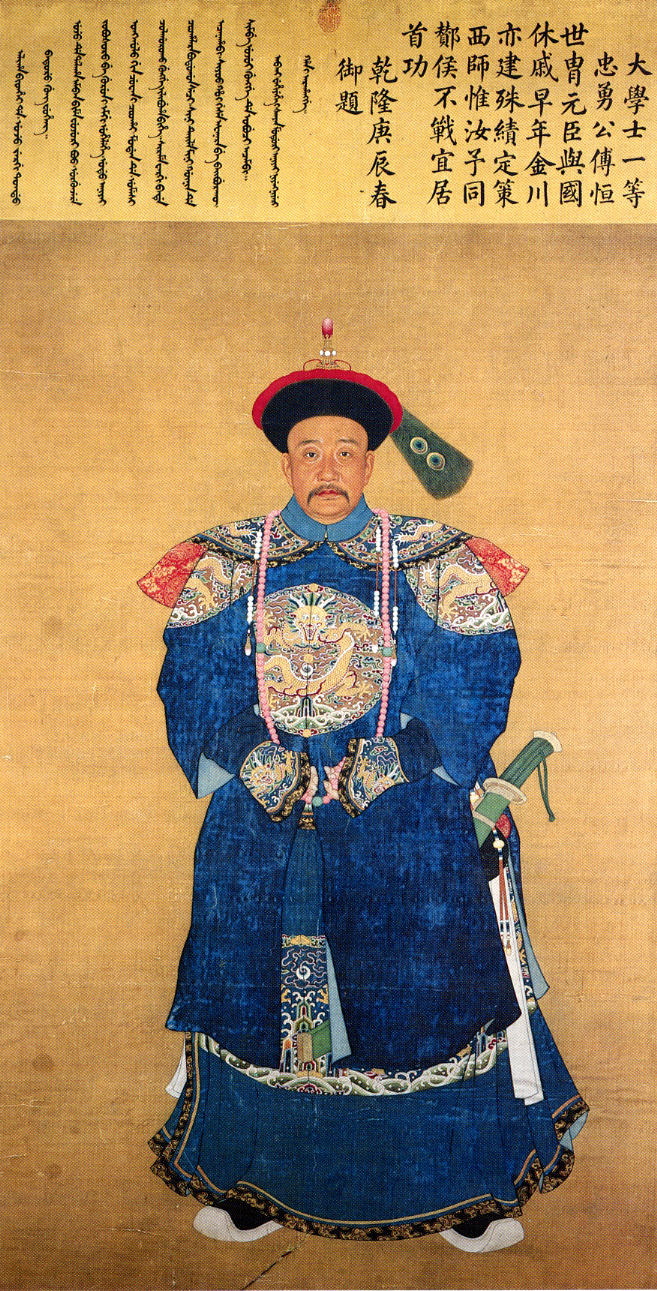
福康安之父傅恒，官至军机大臣、保和殿大学士。谥文忠。

福康安出身于满族八大姓之一的富察氏。先祖旺吉努在努尔哈赤起兵时附，高祖父哈什屯为清世祖朝议政大臣。曾祖父米思翰受知于清圣祖，并被擢为户部尚书、议政大臣。祖父李荣保官至察哈尔总管，追封一等公。
福康安的姑母为乾隆帝的孝贤纯皇后。父亲傅恒因为这层关系深受乾隆帝重用，其早年歷任侍卫、总管内务府大臣、户部尚书等职，授一等忠勇公、领班军机大臣，加太保、保和殿大学士。乾隆十三年（1748年），督师指挥大金川之战。乾隆三十四年（1769年），傅恒以经略征缅甸，三路出师，清兵因不適應當地瘴癘之疾，死伤惨重。阿里衮病亡，傅恒本人也染上瘴癘之疾病倒。次年三月回京，七月即病逝。乾隆帝親至其府宅祭奠，赐謚“文忠”。
关于福康安的妻子，《清实录》谓伊尔根觉罗氏，《啸亭续录》谓阿颜觉罗氏。宗谱记载福康安之妻伊尔根觉罗氏是陕甘总督明山之女，明山另有一女嫁入簡亲王府，为奉國将军積拉憫之嫡妻。
福康安有兄福灵安、福隆安，有弟福长安。福靈安为多羅額駙，曾任正白旗滿洲副都統，早亡。福隆安于乾隆二十五年（1760年）三月娶乾隆帝第四女和硕和嘉公主，后袭父爵封一等忠勇公，官至兵部尚书，兼军机大臣，加太子太保。乾隆四十九年（1784年）逝世，谥“勤恪”。福長安在乾隆時官至軍機大臣、戶部尚書，因平定臺灣、廓爾喀戰役有功圖形紫光閣，封一等侯，嘉慶四年（1799年），被指責與和珅同黨，逮下獄，奪爵，籍其家，旋遣往裕陵充供茶拜唐阿，屢坐事譴謫。嘉庆二十一年（1816年），授正黃旗滿洲副都統，次年逝世。
乾隆二十一年後，大量王府包衣放出。傅恒、福康安家僕林國泰,甚為效力,林國泰一支放出為順天大興民籍,時福康安尚年幼無知。林國泰子林儁亦為福康安家僕,是張問陶岳父。林儁隨福康安從征金川之役、廓爾喀之役、川楚教亂，總理軍餉糧運，乾隆特旨擢為四川布政使。
稗官野史中記載著福康安有妾室香儿、叶姬。
福康安的儿子德麟，在福康安死后袭贝勒爵。嘉慶十三年（1808年）嘉庆帝将其子由世袭贝勒降为贝子。福康安有孙庆敏、曾孙文谦、玄孙海凌、海年，爵位递降至未入八分公，世袭罔替。

### 生母与身世疑雲
由『傅恒妻奏因賞伊子福康安加太子太保銜謝恩折』得知，福康安生母（1722年农历十一月—1793年四月）為傅恒妻那拉氏。也就是說福康安是傅恒的嫡子，再者，福康安生母亡故後，福康安兄長福隆安之子豐紳濟倫與弟福長安，皆為其服喪，也可推測出福康安生母為傅恒之妻那拉氏。此外，從《大清通禮》看出福康安亡故後，被追封為郡王，連帶推恩追封傅恒為郡王、傅恒之妻那拉氏為福晉時，並無提及福康安生母被追封一事可知，那拉氏為福康安生母。
清朝灭亡后，民国时期出现福康安为傅恒夫人与乾隆帝的私生子的传说。作為清代满族異姓封王、身後追封郡王的第二人，生前就有多人懷疑非因外家恩澤所起，而是因為福康安是清高宗乾隆帝的私生子。但此事無確切證據。《清宮詞》稱：「家人燕見重椒房，龍種無端降下方。丹闡幾曾封貝子，千秋疑案福文襄。」
至於說福康安未尚主是避免兄妹亂倫之說亦靠不住，因為福康安的兩位兄長已經分別娶了乾隆第四女和嘉公主以及一位多羅格格，再加上傅恆家本是外戚，已經堪稱榮寵至極，想來乾隆無論如何也不會再讓傅恆之子娶公主或宗室格格才是。
況且黄一农教授考证乾隆帝指婚福康安的儿子德麟娶庄亲王允禄第八子奉恩辅国公弘曧女，福康安两个女儿分别嫁给郑亲王乌尔恭阿、怡亲王允祥曾孙多罗贝勒绵誉，乾隆帝不可能让自家宗室乱伦。
当代网络传说则称其母为瓜尔佳氏，更演绎为满清第一美人，与历史上傅恒妻之姓氏亦不符。
高阳作《乾隆韵事》一书中，称傅恒妻为孙佳氏。孙佳氏实际上是傅恒妾，镶红旗包衣，托恩多妹，乾隆24年抬旗。
乾隆16年和乾隆22年，乾隆两次南巡江南，《内阁大库档》和《钦定南巡盛典》记录江苏任上的托恩多皆参与筹办迎接，同时福康安出生在这两次南巡之间，故有乾隆南巡艳情、福康安生母为孙佳氏之说。孙佳氏曾经疑与同为包衣金佳氏淑嘉皇貴妃不和。
乾隆33年，托恩多被淑嘉皇贵妃兄金简参劾革职，由福隆安接替托恩多。乾隆34年，托恩多宅由傅恒姻亲多罗愉恭郡王弘庆三女多罗格格和多罗额驸景亮认买，第一历史档案馆。

## 纪念评价

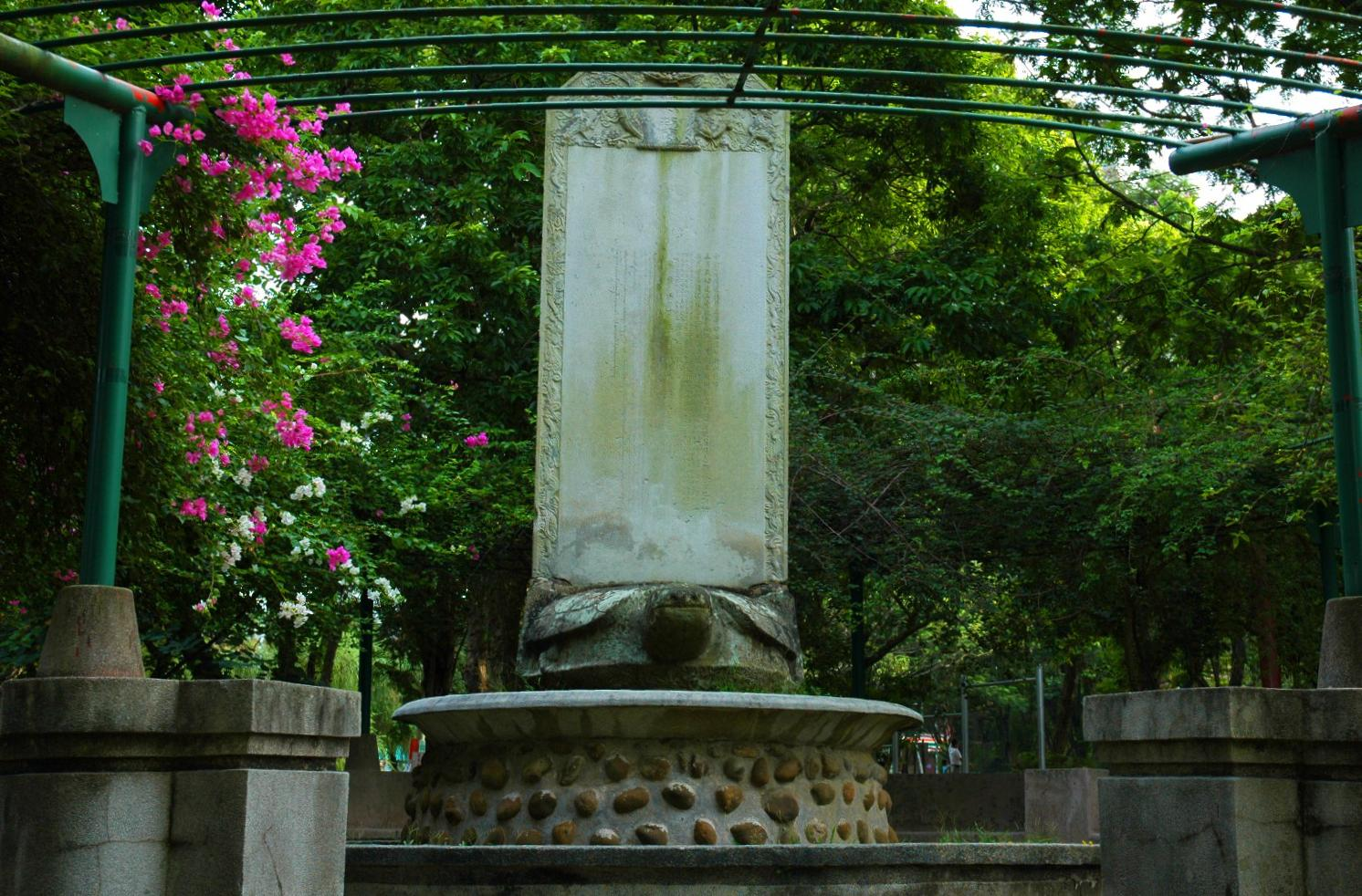
嘉義公園內的福康安紀功碑

对于福康安的评价，历来褒贬不一。对福康安的正面评价，主要在于他的军事才略。乾隆帝曾表示，福康安秉性公忠，视国如家，才识明敏。礼亲王昭梿称福康安“威行海内”。李伯元赞誉福康安“娴习韬略，能利用士卒”。陈康祺则赞誉福康安屡次外出北备边，于国有功。中华民国时期，赵尔巽等在官方史书《清史稿》中评价福康安虽然出身世家大族，然而通晓军事，颇有才略。中国大陆学者戴逸曾说，福康安是中国军事史上的一位重要统帅，对于安定边疆功绩甚大。他同时还指出，福康安为人生活豪奢是社会的普遍现象，并不是他一人所造成的。
对福康安的批评主要在于为人生活豪奢，以至于败坏社会风气。马戛尔尼使团访华期间，马戛尔尼就对福康安印象不佳：“真蠢！他一生中从未见过前膛槍，中国军队还在用火绳引爆的枪。”嘉庆帝亲政后，并未像其父亲那般褒奖福康安，多次追加譴責他在军中挥霍无度。福康安入城時，柴大紀未執「橐鞬之儀」，遭福康安公報私仇上參疏議紀「聽任兵丁開賭寓娼，販賣私鹽」、「令其每月繳錢」，又說林爽文起事完全是柴大紀「平日廢弛貪黯，積漸釀成」。这甚至于导致福康安的军事才能被无视，导致出现了“天生海兰察以成就福康安之功名”、“（福康安）归功享成”的说法。
台湾作家柏杨则在《中国人史纲》中，以南宋的“带汁诸葛亮”郭倪与福康安做对比。高拜石認為清初武將，以年羹堯、福康安最為驕恣跋扈。
不過乾隆朝曾有溫福戰死於大小金川之役、明瑞征緬甸力戰自殺於小猛育、孫士毅大敗於越南昇龍（今越南河內）等大將戰敗的案例。福康安能夠屢立軍事功績是有他的才幹的。
现今，台湾嘉义公园内存有福康安纪功碑，為票選嘉義市歷史建築十景之一。而在西藏拉萨关帝庙中，存有福康安于乾隆五十八年（1793年）撰写的新建关帝庙碑。金庸的武侠小说《书剑恩仇录》、《飞狐外传》以及根据这些小说改编的影视作品中有福康安一角，然故事情节为虚构。琼瑶的《还珠格格》系列中配角福爾康原型被视为福康安。电视剧《铁齿铜牙纪晓岚》、《沧海百年》中，也有福康安出现。不过在《铁齿铜牙纪晓岚》中，福康安被设定为和珅死党。电视剧《延禧攻略》也提起其生母與身世疑雲。現在西北郊的北京动物园，是由福康安的官邸所发展出，因福康安有每战带回当地动物饲养的习惯。

## 影視形象
- 1976年《書劍恩仇錄 (1976年電視劇)》 ：鄭少秋飾演
- 1978年《雪山飛狐 (1978年電視劇)》 ：伍衛國飾演
- 1985年《雪山飛狐 (1985年電視劇)》 ：黃允才飾演
- 1987年《書劍恩仇錄 (1987年電視劇)》 ：彭文堅飾演
- 1990年《滿清十三皇朝》：劉少君飾演
- 1991年《雪山飛狐 (1991年電視劇)》 ：林煒飾演
- 1998年《還珠格格》：周杰飾演
- 1999年《雪山飛狐 (1999年電視劇)》 ：魏駿傑飾演
- 2002年《鐵齒銅牙紀曉嵐》：向能飾演
- 2004年《滄海百年》 ：張鐵林飾演
- 2005年《少年嘉慶》 ：劉牧飾演
- 2006年《雪山飛狐 (2006年電視劇)》 ：吳慶哲飾演
- 2008年《書劍恩仇錄 (2008年電視劇)》 ：喬振宇飾演
- 2018年《延禧攻略》 ：莊則熙飾演
- 2018年《天命 (無綫電視劇)》：霍健邦飾演
- 2019年《金枝玉葉 (網絡劇)》 ：王一哲飾演
- 2021年《飛狐外傳 (2021年電視劇)》 ：葉項明飾演
- 2022年《嘉慶君遊台灣 (2022年電視劇)》：邱毅宏飾演

## 备注
1. ↑  福康安出生应在乾隆十九年之前，学者曾根据清宫档案乾隆五十四年，福康安36岁，简单推定福康安出生在乾隆十九年（關於福康安生年的幾種文獻記載考辨.張明富），这种简单推算忽略了清代即使官方档案奏折，大量武官自报年龄几乎平均少报5-6岁，文官少报平均2-3岁，由此只能确定福康安出生至少在乾隆十九年或之前，其真实生年在乾隆十三至十四年间更为可靠，因其18岁时乾隆三十二年任乾清宫三等侍卫，而非12岁时就任三等侍卫。
2. ↑  据黄一农考证[78]，傅恒妻那拉氏是納蘭明珠之后，推测为其曾孙女，福康安之母。